# Турецкое
Туре́цкое — село в Балезинском районе Удмуртии, Россия. Административный центр Турецкого сельского поселения.

## География
Расположено в 20 километрах от посёлка Балезино. В селе протекает речка Люк, правый приток реки Чепца.

## Население
| 2010 | 2012 | 2014 |
| ---- | ---- | ---- |
| 358  | ↘348 | ↗453 |

## Инфраструктура
В селе имеется пруд, средняя общеобразовательная школа, фельдшерско-акушерский пункт.